# Gran Premio de Indonesia de Motociclismo de 2023
El Gran Premio de Indonesia de 2023, (oficialmente: Pertamina Grand Prix of Indonesia ), fue la decimoquinta prueba del Campeonato del Mundo de Motociclismo de 2023. Tuvo lugar en el fin de semana del 13 al 15 de octubre de 2023 en el Circuito Urbano Internacional de Mandalika, situado en la isla de Lombok, provincia de Islas menores de la Sonda occidentales, Indonesia.
La carrera al sprint de MotoGP fue ganada por Jorge Martín, seguido de  Luca Marini y Marco Bezzecchi.
La carrera de MotoGP fue ganada por Francesco Bagnaia, seguido de Maverick Viñales y Fabio Quartararo. Pedro Acosta fue el ganador de la prueba de Moto2, por delante de Arón Canet y Fermín Aldeguer. La carrera de Moto3 fue ganada por Diogo Moreira, David Alonso fue segundo y David Muñoz tercero.

## Resultados

### Resultados MotoGP

#### Carrera al sprint
| Pos. | N.º | Piloto                | Equipo                       | Constructor | Vueltas | Tiempo       | Parrilla | Puntos |
| --- | --- | --------------------- | ---------------------------- | ----------- | ------- | ------------ | -------- | ------ |
| 1 | 89  | Jorge Martín          | Prima Pramac Racing          | Ducati      | 13      | 19:49.711    | 6        | 12     |
| 2 | 10  | Luca Marini           | Mooney VR46 Racing Team      | Ducati      | 13      | +1.131       | 1        | 9      |
| 3 | 72  | Marco Bezzecchi       | Mooney VR46 Racing Team      | Ducati      | 13      | +2.081       | 9        | 7      |
| 4 | 12  | Maverick Viñales      | Aprilia Racing               | Aprilia     | 13      | +2.720       | 2        | 6      |
| 5 | 20  | Fabio Quartararo      | Monster Energy Yamaha MotoGP | Yamaha      | 13      | +3.121       | 4        | 5      |
| 6 | 49  | Fabio Di Giannantonio | Gresini Racing MotoGP        | Ducati      | 13      | +4.203       | 7        | 4      |
| 7 | 23  | Enea Bastianini       | Ducati Lenovo Team           | Ducati      | 13      | +4.981       | 11       | 3      |
| 8 | 1   | Francesco Bagnaia     | Ducati Lenovo Team           | Ducati      | 13      | +5.465       | 13       | 2      |
| 9 | 43  | Jack Miller           | Red Bull KTM Factory Racing  | KTM         | 13      | +7.852       | 10       | 1      |
| 10 | 88  | Miguel Oliveira       | CryptoData RNF MotoGP Team   | Aprilia     | 13      | +8.942       | 12       |        |
| 11 | 30  | Takaaki Nakagami      | LCR Honda Idemitsu           | Honda       | 13      | +12.034      | 20       |        |
| 12 | 5   | Johann Zarco          | Prima Pramac Racing          | Ducati      | 13      | +14.015      | 14       |        |
| 13 | 37  | Augusto Fernández     | GasGas Factory Racing Tech3  | KTM         | 13      | +14.823      | 18       |        |
| 14 | 25  | Raúl Fernández        | CryptoData RNF MotoGP Team   | Aprilia     | 13      | +15.699      | 17       |        |
| 15 | 21  | Franco Morbidelli     | Monster Energy Yamaha MotoGP | Yamaha      | 13      | +23.331      | 15       |        |
| 16 | 36  | Joan Mir              | Repsol Honda Team            | Honda       | 13      | +24.894      | 19       |        |
| 17 | 44  | Pol Espargaró         | GasGas Factory Racing Tech3  | KTM         | 13      | +27.169      | 16       |        |
| 18 | 42  | Álex Rins             | LCR Honda Castrol            | Honda       | 13      | +28.980      | 21       |        |
| 19 | 33  | Brad Binder           | Red Bull KTM Factory Racing  | KTM         | 13      | +43.090      | 5        |        |
| Ret | 41  | Aleix Espargaró       | Aprilia Racing               | Aprilia     | 7       | Colisión     | 3        |        |
| Ret | 93  | Marc Márquez          | Repsol Honda Team            | Honda       | 0       | Caída        | 8        |        |
| DNS | 73  | Álex Márquez          | Gresini Racing MotoGP        | Ducati      |         | No participó |          |        |
| * Álex Márquez participó en la práctica libre 1, pero se retiró para el resto del evento debido al dolor por una lesión anterior. |     |                       |                              |             |         |              |          |        |
| Fuente: |     |                       |                              |             |         |              |          |        |

#### Carrera larga
| Pos.    | N.º | Piloto                | Equipo                       | Constructor | Vueltas | Tiempo       | Parrilla | Puntos |
| ------- | --- | --------------------- | ---------------------------- | ----------- | ------- | ------------ | -------- | ------ |
| 1       | 1   | Francesco Bagnaia     | Ducati Lenovo Team           | Ducati      | 27      | 41:20.293    | 13       | 25     |
| 2       | 12  | Maverick Viñales      | Aprilia Racing               | Aprilia     | 27      | +0.306       | 2        | 20     |
| 3       | 20  | Fabio Quartararo      | Monster Energy Yamaha MotoGP | Yamaha      | 27      | +0.433       | 4        | 16     |
| 4       | 49  | Fabio Di Giannantonio | Gresini Racing MotoGP        | Ducati      | 27      | +6.962       | 7        | 13     |
| 5       | 72  | Marco Bezzecchi       | Mooney VR46 Racing Team      | Ducati      | 27      | +11.111      | 9        | 11     |
| 6       | 33  | Brad Binder           | Red Bull KTM Factory Racing  | KTM         | 27      | +11.228      | 5        | 10     |
| 7       | 43  | Jack Miller           | Red Bull KTM Factory Racing  | KTM         | 27      | +12.474      | 10       | 9      |
| 8       | 23  | Enea Bastianini       | Ducati Lenovo Team           | Ducati      | 27      | +12.684      | 11       | 8      |
| 9       | 42  | Álex Rins             | LCR Honda Castrol            | Honda       | 27      | +22.540      | 21       | 7      |
| 10      | 41  | Aleix Espargaró       | Aprilia Racing               | Aprilia     | 27      | +30.468      | 3        | 6      |
| 11      | 30  | Takaaki Nakagami      | LCR Honda Idemitsu           | Honda       | 27      | +30.823      | 20       | 5      |
| 12      | 88  | Miguel Oliveira       | CryptoData RNF MotoGP Team   | Aprilia     | 27      | +36.639      | 12       | 4      |
| 13      | 25  | Raúl Fernández        | CryptoData RNF MotoGP Team   | Aprilia     | 27      | +42.864      | 17       | 3      |
| 14      | 21  | Franco Morbidelli     | Monster Energy Yamaha MotoGP | Yamaha      | 23      | +4 vueltas   | 15       | 2      |
| Ret     | 5   | Johann Zarco          | Prima Pramac Racing          | Ducati      | 14      | Caída        | 14       |        |
| Ret     | 89  | Jorge Martín          | Prima Pramac Racing          | Ducati      | 12      | Caída        | 6        |        |
| Ret     | 36  | Joan Mir              | Repsol Honda Team            | Honda       | 11      | Caída        | 19       |        |
| Ret     | 37  | Augusto Fernández     | GasGas Factory Racing Tech3  | KTM         | 11      | Caída        | 18       |        |
| Ret     | 93  | Marc Márquez          | Repsol Honda Team            | Honda       | 7       | Caída        | 8        |        |
| Ret     | 10  | Luca Marini           | Mooney VR46 Racing Team      | Ducati      | 4       | Colisión     | 1        |        |
| Ret     | 44  | Pol Espargaró         | GasGas Factory Racing Tech3  | KTM         | 1       | Caída        | 16       |        |
| DNS     | 73  | Álex Márquez          | Gresini Racing MotoGP        | Ducati      |         | No participó |          |        |
| Fuente: |     |                       |                              |             |         |              |          |        |

### Resultados Moto2
| Pos.    | N.º | Piloto                  | Constructor | Vueltas | Tiempo    | Parrilla | Puntos |
| ------- | --- | ----------------------- | ----------- | ------- | --------- | -------- | ------ |
| 1       | 37  | Pedro Acosta            | Kalex       | 22      | 34:51.641 | 4        | 25     |
| 2       | 40  | Arón Canet              | Kalex       | 22      | +2.044    | 1        | 20     |
| 3       | 54  | Fermín Aldeguer         | Boscoscuro  | 22      | +4.716    | 5        | 16     |
| 4       | 96  | Jake Dixon              | Kalex       | 22      | +9.082    | 7        | 13     |
| 5       | 18  | Manuel González         | Kalex       | 22      | +9.309    | 2        | 11     |
| 6       | 14  | Tony Arbolino           | Kalex       | 22      | +11.721   | 10       | 10     |
| 7       | 35  | Somkiat Chantra         | Kalex       | 22      | +13.181   | 6        | 9      |
| 8       | 11  | Sergio García           | Kalex       | 22      | +15.095   | 12       | 8      |
| 9       | 16  | Joe Roberts             | Kalex       | 22      | +18.296   | 11       | 7      |
| 10      | 22  | Sam Lowes               | Kalex       | 22      | +19.165   | 8        | 6      |
| 11      | 71  | Dennis Foggia           | Kalex       | 22      | +19.589   | 16       | 5      |
| 12      | 64  | Bo Bendsneyder          | Kalex       | 22      | +19.853   | 13       | 4      |
| 13      | 15  | Darryn Binder           | Kalex       | 22      | +19.986   | 20       | 3      |
| 14      | 23  | Taiga Hada              | Kalex       | 22      | +21.904   | 24       | 2      |
| 15      | 75  | Albert Arenas           | Kalex       | 22      | +23.032   | 14       | 1      |
| 16      | 24  | Marcos Ramírez          | Kalex       | 22      | +27.129   | 17       |        |
| 17      | 79  | Ai Ogura                | Kalex       | 22      | +29.275   | 19       |        |
| 18      | 17  | Álex Escrig             | Forward     | 22      | +31.577   | 21       |        |
| 19      | 33  | Rory Skinner            | Kalex       | 22      | +32.869   | 28       |        |
| 20      | 52  | Jeremy Alcoba           | Kalex       | 22      | +34.613   | 15       |        |
| 21      | 28  | Izan Guevara            | Kalex       | 22      | +36.857   | 27       |        |
| 22      | 3   | Lukas Tulovic           | Kalex       | 22      | +42.548   | 26       |        |
| 23      | 43  | Lorenzo Baldassarri     | Kalex       | 22      | +44.646   | 25       |        |
| 24      | 9   | Mattia Casadei          | Kalex       | 22      | +50.906   | 30       |        |
| 25      | 21  | Alonso López            | Boscoscuro  | 21      | +1 vuelta | 18       |        |
| Ret     | 7   | Barry Baltus            | Kalex       | 12      | Retirado  | 23       |        |
| Ret     | 84  | Zonta van den Goorbergh | Kalex       | 8       | Caída     | 9        |        |
| Ret     | 5   | Kohta Nozane            | Kalex       | 4       | Caída     | 29       |        |
| Ret     | 12  | Filip Salač             | Kalex       | 1       | Caída     | 3        |        |
| Ret     | 67  | Alberto Surra           | Forward     | 0       | Colisión  | 22       |        |
| Fuente: |     |                         |             |         |           |          |        |

### Resultados Moto3
| Pos.    | N.º | Piloto                | Constructor | Vueltas | Tiempo    | Parrilla | Puntos |
| ------- | --- | --------------------- | ----------- | ------- | --------- | -------- | ------ |
| 1       | 10  | Diogo Moreira         | KTM         | 20      | 33:19.002 | 1        | 25     |
| 2       | 11  | David Alonso          | Gas Gas     | 20      | +0.107    | 3        | 20     |
| 3       | 44  | David Muñoz           | KTM         | 20      | +0.130    | 10       | 16     |
| 4       | 95  | Collin Veijer         | Husqvarna   | 20      | +0.190    | 4        | 13     |
| 5       | 99  | José Antonio Rueda    | KTM         | 20      | +0.483    | 16       | 11     |
| 6       | 5   | Jaume Masià           | Honda       | 20      | +0.544    | 2        | 10     |
| 7       | 72  | Taiyo Furusato        | Honda       | 20      | +0.811    | 6        | 9      |
| 8       | 53  | Deniz Öncü            | KTM         | 20      | +0.855    | 5        | 8      |
| 9       | 48  | Iván Ortolá           | KTM         | 20      | +1.164    | 12       | 7      |
| 10      | 82  | Stefano Nepa          | KTM         | 20      | +1.253    | 9        | 6      |
| 11      | 18  | Matteo Bertelle       | Honda       | 20      | +1.346    | 8        | 5      |
| 12      | 27  | Kaito Toba            | Honda       | 20      | +1.447    | 22       | 4      |
| 13      | 54  | Riccardo Rossi        | Honda       | 20      | +1.815    | 20       | 3      |
| 14      | 96  | Daniel Holgado        | KTM         | 20      | +4.018    | 7        | 2      |
| 15      | 6   | Ryusei Yamanaka       | Gas Gas     | 20      | +9.094    | 19       | 1      |
| 16      | 66  | Joel Kelso            | CFMoto      | 20      | +9.404    | 13       |        |
| 17      | 93  | Fadillah Arbi Aditama | Honda       | 20      | +12.750   | 15       |        |
| 18      | 71  | Ayumu Sasaki          | Husqvarna   | 20      | +19.692   | 11       |        |
| 19      | 43  | Xavier Artigas        | CFMoto      | 20      | +19.733   | 26       |        |
| 20      | 7   | Filippo Farioli       | KTM         | 20      | +27.823   | 27       |        |
| 21      | 9   | Nicola Carraro        | Honda       | 20      | +27.950   | 23       |        |
| 22      | 70  | Joshua Whatley        | Honda       | 20      | +28.040   | 18       |        |
| 23      | 20  | Lorenzo Fellon        | KTM         | 20      | +28.091   | 24       |        |
| 24      | 63  | Syarifuddin Azman     | KTM         | 20      | +28.221   | 28       |        |
| 25      | 64  | Mario Aji             | Honda       | 20      | +28.454   | 21       |        |
| 26      | 12  | Noah Dettwiler        | KTM         | 20      | +39.844   | 29       |        |
| Ret     | 19  | Scott Ogden           | Honda       | 11      | Caída     | 17       |        |
| Ret     | 31  | Adrián Fernández      | Honda       | 9       | Caída     | 14       |        |
| Ret     | 22  | Ana Carrasco          | KTM         | 3       | Caída     | 25       |        |
| 1.      |     |                       |             |         |           |          |        |
| Fuente: |     |                       |             |         |           |          |        |